# Rheocricotopus constrictus
Rheocricotopus constrictus är en tvåvingeart som beskrevs av Yan och Wang 2004. Rheocricotopus constrictus ingår i släktet Rheocricotopus och familjen fjädermyggor. Inga underarter finns listade i Catalogue of Life.